# Hiệp ước Villafáfila

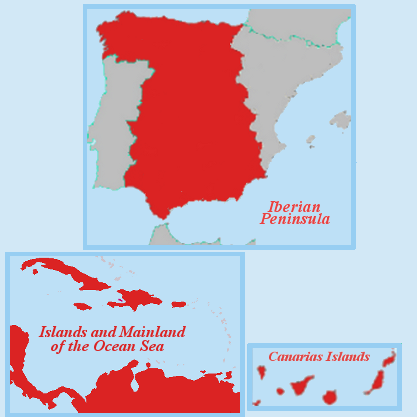
Vương quyền Castile, bao gồm các lãnh thổ ngoài bán đảo vào đầu thế kỷ XVI, được thống nhất lần đầu tiên trong một thời gian ngắn nhờ Hiệp ước Villafáfila (1506) hợp nhất chính thức sau cái chết của Ferrando người Công giáo (1516) và chính thức được thống nhất bởi Karl V vào năm 1520.

Hiệp ước Villafáfila (tiếng Tây Ban Nha: Concordia de Villafáfila; tiếng Catalan: Concòrdia de Villafáfila; tiếng Anh: Treaty of Villafáfila ) là một hiệp ước được ký bởi Vua Ferrando II của Aragón ở Villafáfila vào ngày 27 tháng 6 năm 1506 và Vua Philipp Đẹp trai ký ở Benavente, Zamora, vào ngày 28 tháng 6.
Hiệp ước công nhận con gái của Ferrando II và vợ của Philipp là Juana I của Castilla, không có khả năng tự mình trị vì với tư cách là Nữ vương của Castilla, đồng thời cho phép Nữ vương giữ tước vị của mình. Juana đã kế vị mẹ của minh là Nữ vương Isabel I Công giáo, người đã bổ nhiệm chồng và người đồng cai trị Ferrando làm nhiếp chính của Vương quyền Castilla nhân danh đứa con gái bị bệnh tâm thần của họ. Tuy nhiên, Philipp yêu cầu được chia sẻ quyền lực trong chính phủ. Hiệp ước Villafáfila tuân theo Hiệp ước Salamanca (24 tháng 11 năm 1505), trong đó Ferrando và Philipp được công nhận là đồng nhiếp chính dưới danh nghĩa của Juana. Tuy nhiên, hiệp ước mới yêu cầu Ferrando nhượng lại toàn bộ quyền lực cho Philipp và lui về vương quốc thế tục là Vương quyền Aragón, mà Juana cũng là người thừa kế lâm thời, và tuyên bố Philipp là Vua của Vương quyền Castilla theo luật jure uxoris. Ferrando không chỉ từ bỏ Vương quyền Castilla mà còn từ bỏ quyền lãnh chúa của Indies, để lại một nửa thu nhập cho các vương quốc Indies. Juana và Philipp ngay lập tức bổ sung thêm danh hiệu "Các vị vua của Indies, Quần đảo và Đại lục của Biển Đại Dương".
Hiệp ước được đưa ra tranh luận rất sớm, kể từ khi Vua Philipp I qua đời vào ngày 25 tháng 9. Sau một thời gian ngắn nhiếp chính của Hồng y Francisco Jiménez de Cisneros, Ferrando đảm nhận ngai vàng của Vương quyền Castilla vào tháng 8 năm 1507, quay trở lại quyền nhiếp chính của vương quyền và khôi phục danh hiệu lãnh chúa của Indies, cả hai đều được ông giữ cho đến khi qua đời vào năm 1516, với Juana bị giam giữ tại Tordesillas.
Indies vẫn ở trong tình trạng mơ hồ từ cái chết của Philipp năm 1506 đến cái chết của Ferrando năm 1516, một nửa là tài sản cá nhân của các vị vua ("lãnh chúa" có quyền lực tuyệt đối trong lãnh địa của họ), và một nửa vương quốc của Vương quyền (cai trị theo luật của Vương quyền Castilla). Các ngai vàng của Aragón và Castilla được truyền cho Juana và con trai là Carlos I, sau này là Karl V của Thánh chế La Mã, với tư cách là đồng quốc vương, nhưng với việc Juana bị giam giữ, Karl là người cai trị hiệu quả duy nhất. Từ năm 1516 đến năm 1520, Indies là một phần không chính thức của Vương quyền Castilla. Vào ngày 9 tháng 7 năm 1520, Hoàng đế Karl V đã hợp nhất nó một cách rõ ràng vào Vương quyền Castilla và ông cấm mọi sự phân chia trong tương lai.